# Suécia nos Jogos Olímpicos de Verão de 2024
Suécia participou dos Jogos Olímpicos de Verão de 2024, realizados em Paris, na França, entre 26 de julho e 11 de agosto. Competidores suecos participaram de todas as edições dos Jogos Olímpicos de Verão, exceto na edição de St. Louis 1904, sendo representados em 2024 por 120 atletas que competiram em 18 esportes.
Conquistou 11 medalhas, sendo quatro de ouro, quatro de prata e três de bronze, sendo os Jogos Olímpicos de Verão mais bem-sucedidos desde Sydney 2000. Sarah Sjöström ganhou duas medalhas de ouro na natação, elevando seu total para seis medalhas olímpicas, das quais três são de ouro, a tornando a nadadora olímpica mais laureada do país. Armand Duplantis se tornou o terceiro atleta sueco na história a defender um título olímpico no atletismo, com nova vitória no salto com vara. Outros destaques foram o tênis de mesa, que voltou a conquistar uma medalha após 24 anos por meio de Kristian Karlsson, Anton Källberg e Truls Möregårdh, e as primeiras medalhas em dois esportes: a dupla Jonatan Hellvig e David Åhman, campeões no voleibol de praia masculino e Tara Babulfath, bronze no judô.

## Medalhas
| Atleta                                           | Esporte           | Evento                        | Medalha |
| ------------------------------------------------ | ----------------- | ----------------------------- | ------- |
| Sarah Sjöström                                   | Natação           | 100 m livre feminino          | Ouro    |
| Sarah Sjöström                                   | Natação           | 50 m livre feminino           | Ouro    |
| Armand Duplantis                                 | Atletismo         | Salto com vara masculino      | Ouro    |
| Jonatan Hellvig David Åhman                      | Voleibol de praia | Masculino                     | Ouro    |
| Victor Lindgren                                  | Tiro              | Carabina de ar 10 m masculino | Prata   |
| Vilma Bobeck Rebecca Netzler                     | Vela              | 49erFX                        | Prata   |
| Truls Möregårdh                                  | Tênis de mesa     | Individual masculino          | Prata   |
| Anton Källberg Kristian Karlsson Truls Möregårdh | Tênis de mesa     | Equipes masculinas            | Prata   |
| Tara Babulfath                                   | Judô              | Até 48 kg feminino            | Bronze  |
| Jenny Rissveds                                   | Ciclismo          | Cross-country feminino        | Bronze  |
| Anton Dahlberg Lovisa Karlsson                   | Vela              | 470                           | Bronze  |

## Competidores
Esta foi a participação por modalidade nesta edição:
| Esporte            | Masculino | Feminino | Total |
| ------------------ | --------- | -------- | ----- |
| Atletismo          | 12        | 9        | 21    |
| Boxe               | 1         | 1        | 2     |
| Canoagem           | 2         | 3        | 5     |
| Ciclismo           | 1         | 2        | 3     |
| Golfe              | 2         | 2        | 4     |
| Handebol           | 16        | 17       | 33    |
| Hipismo            | 4         | 5        | 9     |
| Judô               | 1         | 1        | 2     |
| Lutas              | 0         | 2        | 2     |
| Natação            | 5         | 7        | 12    |
| Pentatlo moderno   | 0         | 1        | 1     |
| Saltos ornamentais | 0         | 1        | 1     |
| Skate              | 1         | 0        | 1     |
| Tênis de mesa      | 3         | 3        | 6     |
| Tiro               | 5         | 2        | 7     |
| Triatlo            | 0         | 1        | 1     |
| Vela               | 2         | 6        | 8     |
| Voleibol de praia  | 2         | 0        | 2     |
| Total              | 57        | 63       | 120   |